# توم لوسي
توم لوسي (بالإنجليزية: Tom Lucy)‏ هو مجدف بريطاني، ولد في 1 مايو 1988 في برستل في المملكة المتحدة.

## وصلات خارجية
- توم لوسي على موقع الاتحاد الدولي للتجديف (الإنجليزية)
- توم لوسي على موقع اللجنة الأولمبية الدولية (الإنجليزية)
- توم لوسي على موقع أوليمبيديا (الإنجليزية)
- توم لوسي على موقع اللجنة الأولمبية البريطانية (الإنجليزية)